# Барнет, Дэррен
Дэ́ррен Чарльз Ба́рнет (англ. Darren Charles Barnet; род. 27 апреля 1991 года, Лос-Анджелес, Калифорния, США) — американский актёр, наиболее известный по роли Пакстона Холл-Йошиды в сериале Netflix «Я никогда не...», а также по роли доктора Джона Фроста в сериале NBC «Медики Чикаго». В апреле 2022 года Барнет стал первым в истории мужчиной-амбассадором бренда Victoria’s Secret. Барнет — внук известного американского джазового музыканта Чарли Барнета.

## Биография
Барнет родился 27 апреля 1991 года в Лос-Анджелесе, в семье Деборы и Чарльза Дейли Барнета-младшего. Его родители развелись, когда он был ребёнком. По отцовской линии имеет ирландские, шотландские, немецкие и индейские (чероки) корни, а по материнской — шведские и японские. Его бабушка по материнской линии, Тоси Такэда, родившаяся в Осаке, иммигрировала в США после Второй Мировой Войны в 1953 году. У Барнета есть старшая сестра по имени Дженнифер Энн, а также младшая сводная сестра от второго брака матери — Эмили Брианна. Дед по отцовской линии — известный американский джазовый музыкант Чарли Барнет.
Когда Барнету исполнилось 12 лет, он вместе с матерью переехал в пригород Орландо, Флорида. Так как местная школа имела плохую репутацию, он посещал старшую школу соседнего города Доктор-Филлипс. Его мать испытывала финансовые трудности и не могла себе позволить оплатить обучение сына в колледже. Поэтому, чтобы получить академическую стипендию, Барнет всё время уделял учёбе и спорту. В школе также был капитаном команды по лякроссу. Окончив старшую школу, переехал в Джорджию, где смог поступить в Колледж Берри на полную стипендию. В колледже изучал международные отношения, визуальную коммуникацию и вещательную журналистику. В 2013 году окончил колледж со степенью бакалавра гуманитарных наук и вернулся в Лос-Анджелес, чтобы начать карьеру актёра.
До того, как Барнет состоялся как актёр, он работал в фитнесс-центре «SoulCycle» на Бульваре Сансет. В 2015 году также получил лицензию агента по недвижимости.

## Карьера
С раннего детства Барнет мечтал стать актёром. Во время учёбы в колледже начал играть в театре и снялся в нескольких короткометражных фильмах. Его первой работой на телевидении стала небольшая роль в одном из эпизодов сериала «Это мы» в 2017 году. В том же году появился в эпизодических ролях в сериалах «Мыслить как преступник» и «Спецназ города ангелов».
В 2018 году получил свою первую основную роль в сериале «Отрыв» и впервые выступил как сценарист в короткометражном фильме «Glass», в котором также сыграл одну из ролей.
В 2020 году сыграл Фредди Малика в седьмом сезоне сериала ABC «Агенты «Щ.И.Т.»». В том же году исполнил одну из главных ролей в фильме «Американский пирог: Девчонки рулят», сыграв Гранта, обаятельного молодого человека, который становится объектом внимания главных героинь. В 2021 году Барнет снялся в романтической комедии Netflix «Неуловимый аромат любви», где исполнил роль Тэга — друга детства главного героя, оказавшегося в центре любовного треугольника. 
В 2022 году озвучил Юичи Усаги в мультсериале Netflix «Кролик-самурай: Хроники Усаги». В том же году он получил роль Сэма в боевике Дага Лаймана «Дом у дороги» — ремейке культового  фильма 1989 года. Премьера фильма состоялась 21 марта 2024 года на Amazon Prime Video. 
В апреле 2022 года Барнет стал первым в истории мужчиной-амбассадором бренда Victoria’s Secret. Он снялся в кампании новой гендерно-нейтральной коллекции VS Pink. Генеральный директор Pink Эми Хаук в пресс-релизе отметила, что Барнет — «вдохновляющий пример для подростков и молодых взрослых». «Я очень рад представлять новую коллекцию и особенно ценю возможность участвовать в таком значимом проекте», — прокомментировал Барнет. «В подростковом возрасте я хотел бы, чтобы вопросы психического здоровья обсуждались более открыто. Надеюсь, мы сможем поддержать молодых людей, которым важно быть услышанными и понятыми». 
В 2023 году Барнет снялся в спортивной драме «Гран Туризмо», основанный на одноименной серии видеоигр, исполнив роль Мэтти Дэвиса, соперника главного героя. Также в 2023 году Барнет озвучил Тайгена в анимационном сериале «Голубоглазый самурай». В том же году Барнет присоединился к актёрскому составу романтической комедии «Кто угодно, но не ты».
С 2020 по 2023 год исполнял роль Пакстона Холл-Йошиды в сериале Netflix «Я никогда не…». 
В 2024 году Барнет присоединился к постоянному актёрскому составу в 10-м сезоне сериала «Медики Чикаго» в роли доктора Джона Фроста. В мае 2025 года сериал был продлён на одиннадцатый сезон. 

## Личная жизнь
В 2014—2017 годах встречался с телепродюсером Кэсси Мэйнард. С 2018 по 2019 год состоял в отношениях с моделью Эли Роуз. С 2020 по 2021 год встречался с актрисой Микаэлой Гувер.
В свободное время увлекается написанием песен, которые выпускает на SoundCloud под псевдонимом Charlie Sound. Знает японский и испанский языки, а также изучает французский.
В настоящее время проживает в Лос-Анджелесе (Калифорния).

## Фильмография

### Кино
| Год  |     | Русское название                   | Оригинальное название               | Роль             |
| ---- | --- | ---------------------------------- | ----------------------------------- | ---------------- |
| 2017 | кор | —                                  | Mr. Machine                         | Реми             |
| 2018 | ф   | Инстакиллер                        | Instakiller                         | Джоуи            |
| 2017 | кор | —                                  | Glass                               | Дэнни, сценарист |
| 2020 | ф   | Американский пирог: Девчонки рулят | American Pie Presents: Girls' Rules | Грант            |
| 2021 | ф   | Фильм ужасов без названия          | Untitled Horror Movie               | Макс             |
| 2021 | ф   | Вершина богов                      | Le Sommet des dieux                 | Фукамати Макото  |
| 2021 | ф   | Неуловимый аромат любви            | Love Hard                           | Тэг              |
| 2023 | ф   | Гран Туризмо                       | Gran Turismo                        | Мэтти Дэвис      |
| 2023 | ф   | Кто угодно, но не ты               | Anyone But You                      | Джонатан         |
| 2024 | ф   | Дом у дороги                       | Road House                          | Сэм              |
|      | ф   | —                                  | Apophenia                           | Питер, продюсер  |

### Телевидение
| Год          |    | Русское название                  | Оригинальное название                | Роль                |
| ------------ | -- | --------------------------------- | ------------------------------------ | ------------------- |
| 2017         | с  | Это мы                            | This Is Us                           | Джек в молодости    |
| 2017         | с  | Мыслить как преступник            | Criminal Minds                       | Зак Бауэр           |
| 2017         | с  | Спецназ города ангелов            | S.W.A.T.                             | Корби               |
| 2017         | с  | Сими-Валли                        | Simi Valley                          | Чейз                |
| 2018         | с  | Отрыв                             | Turnt                                | Сет                 |
| 2019         | с  | Снова вместе                      | Family Reunion                       | Флойд               |
| 2020         | с  | Агенты «Щ.И.Т.»                   | Agents of S.H.I.E.L.D.               | Уилфред Малик       |
| 2020—2023    | с  | Я никогда не…                     | Never Have I Ever                    | Пакстон Холл-Йошида |
| 2022         | мс | Кролик-самурай: Хроники Усаги     | Samurai Rabbit: The Usagi Chronicles | Юити Усаги          |
| 2023         | мс | Остров черепа                     | Skull Island                         | Майк                |
| 2023 — н. в. | мс | Голубоглазый самурай              | Blue Eye Samurai                     | Тайген              |
| 2024 — н. в. | с  | Медики Чикаго                     | Chicago Med                          | Джон Фрост          |
| 2024 — н. в. | мс | Мир Юрского периода: Теория хаоса | Jurassic World: Chaos Theory         | Кенджи Кон          |

### Компьютерные игры
| Год  | Название           | Персонаж | Прим. |
| ---- | ------------------ | -------- | ----- |
| 2023 | Immortals of Aveum | Джэк     |       |